# Belarusz Wikipédia
A Belarusz Wikipédia (belarusz nyelven: Беларуская Вікіпедыя) a Wikipédia projekt belarusz nyelvű változata, egy internetes enciklopédia. A Belarusz Wikipédia 2004. augusztus 12-én indult, és 2015 augusztusában érte el a 100 000. szócikket.

## Taraskievica-belarusz Wikipédia
Létezik belarusz nyelvű Wikipédia a nyelv 1933 előtti változatával is. URL: https://be-tarask.wikipedia.org/

## Mérföldkövek
- 2004. augusztus 12. – elindul az oldal
- 2008. március 15. – elkészült a 10 000. szócikk
- 2009. június 17. – elkészült a 20 000. szócikk
- 2010. november 16. – elkészült a 25 000. szócikk
- Jelenlegi szócikkek száma: 202 935 (2021. március 23.)